# Высокогорный геофизический институт
Федеральное государственное бюджетное учреждение (ФГБУ) «Высокогорный геофизический институт» (ВГИ) занимается теоретическими исследованиями градовых процессов, разработкой и совершенствованием методов и средств борьбы с градом. Проводит исследования в областях загрязнения окружающей среды, склоновых явлений и высокогорной геоэкологии. Является единственной организацией в России подобного рода.

## История
- 1934 — организована Эльбрусская комплексная экспедиция Академии наук СССР[3]. У истоков стояли академики А. Ф. Иоффе и С. И. Вавилов, Г. М. Франк[4] и И. М. Франк[5][6], А. А. Лебедев и П. А. Черенков и другие. На базе экспедиции вели исследования такие ученые, как В. И. Векслер[7], Г. Е. Владимиров[8], И. М. Франк, Н. Н. Сиротинин[2], С. Ф. Родионов[9], Н. Н. Калитин[2], А. Н. Гордов, И. А. Хвостиков[4], Е. М. Брумберг, А. Х. Хргиан, Е. С. Селезнева и другие.
- 1948 — по инициативе академика АН СССР Е. К. Федорова[10] и профессора С. Ф. Родионова Президиум Академии наук СССР принял решение о воссоздании Эльбрусской комплексной экспедиции, которая была полностью разрушена в ходе Великой Отечественной войны[11].
- 18 сентября 1959 — Эльбрусская экспедиция была преобразована в Кабардино-Балкарское отделение Института прикладной геофизики (ИПГ) Академии наук СССР[12][13][14].
- 9 декабря 1960 — по постановлению Президиума АН № 64 § 1042 на базе отделения ИПГ был организован Высокогорный геофизический институт[14].

## Исследования
Высокогорный геофизический институт, являясь головной организацией Росгидромета, занимается следующими исследованиями:
- селевые проблемы;
- активные воздействия на лавины;
- разработка и испытание новых реагентов;
- активные воздействия на метеорологические явления.

Участвуя в программе Росгидромета «Методы и технологии воздействия на градовые процессы», ВГИ координирует деятельность по исследованию взаимосвязи градовых и грозовых явлений и разработке оперативного метода контроля результатов активных воздействий по электрическим характеристикам. В программе участвуют:
- Главная геофизическая обсерватория Росгидромета (ГГО)
- Научно-исследовательский центр дистанционного зондирования атмосферы (НИЦ ДЗА)

## Аспирантура и докторантура
При институте действует диссертационный совет.

## Достижения и разработки
- Методы воздействия на градовые процессы[17][18]

## Руководители
- Сулаквелидзе Георгий Константинович
- Долов М. А.
- Залиханов М. Ч.
- Калов Х. М.
- Беккиев А. Ю.
- Тапасханов В. О.
- в настоящее время — Беккиев М. Ю.

## Сотрудники
- Залиханов, Михаил Чоккаевич
- Абшаев, Магомет Тахирович
- Беккиев Мухтар Юсубович - директор
- Лиев Кайсын Борисович - заведующий отделом активных воздействий
- Гергоков Ахмат Хисаевич - заведующий лабораторией технологии воздействия
- Алита Сергей Леонидович - заведующий лабораторией средств воздействия
- Кущев Станислав Александрович - член Общественного совета при Федеральной службе по гидрометеорологии и мониторингу окружающей среды